# Heřmaničky
Heřmaničky (en allemand : Klein Herschmanitz) est une commune du district de Benešov, dans la région de Bohême-Centrale, en République tchèque. Sa population s'élevait à 728 habitants en 2020.

## Géographie
Heřmaničky se trouve à 6 km au sud-ouest de Votice, à 22 km au sud-sud-ouest de Benešov et à 54 km au sud-sud-est de Prague.
La commune est limitée par Votice au nord et au nord-est, par Smilkov à l'est, par Ješetice au sud, par Sedlec-Prčice au sud-ouest et par Kosova Hora au nord-ouest.

## Histoire
La première mention écrite de la localité date du XIIIe siècle.

## Administration
La commune est divisée en 13 quartiers :
- Heřmaničky
- Arnoštovice
- Číšťovice
- Dědkov
- Durdice
- Jestřebice
- Jiříkovec
- Jíví
- Karasova Lhota
- Křenovičky
- Loudilka
- Peklo
- Velké Heřmanice